# Tebufloquin
Tebufloquin ist eine chemische Verbindung aus der Gruppe der Chinoline.

## Gewinnung und Darstellung
Tebufloquin kann durch O-Acylierung von 6-tert-Butyl-8-fluor-2,3-dimethylchinolin-4(1H)-on mit einer Mischung von Essigsäureanhydrid und Pyridin gewonnen werden.

## Verwendung
Tebufloquin wird als Fungizid zur Bekämpfung des Reisbrandpilzes (Magnaporthe grisea) bei Reis verwendet. Es wurde 2000 von Meiji Seika Kaisha entdeckt.